# 草原と鉄屑
『草原と鉄屑』（そうげんとてつくず）は、センチメンタル・バスの1枚目のスタジオ・アルバム。

## 収録曲
1. ティータイム (3:36)
作詞:赤羽奈津代、作曲:鈴木秋則
2. よわむしのぬけがら	(3:14)
作詞:赤羽奈津代、作曲:鈴木秋則
3. だんしじょし (2:20)
作詞:赤羽奈津代、作曲:鈴木秋則
4. アヒル (5:05)
作詞:赤羽奈津代、作曲:鈴木秋則
5. 9月9日 (2:39)
作詞:赤羽奈津代、作曲:鈴木秋則
6. 夕焼け雲 (3:40)
作詞・作曲:鈴木秋則
7. ねこじゃらし (5:15)
作詞:赤羽奈津代、作曲:鈴木秋則
8. 空と海と君の話 (5:00)
作詞:赤羽奈津代、作曲:鈴木秋則+赤羽奈津代
9. 星になりましょう (5:01)
作詞・作曲:赤羽奈津代
10. 花火 (5:05)
作詞:赤羽奈津代、作曲:鈴木秋則